# Melania Mazzucco

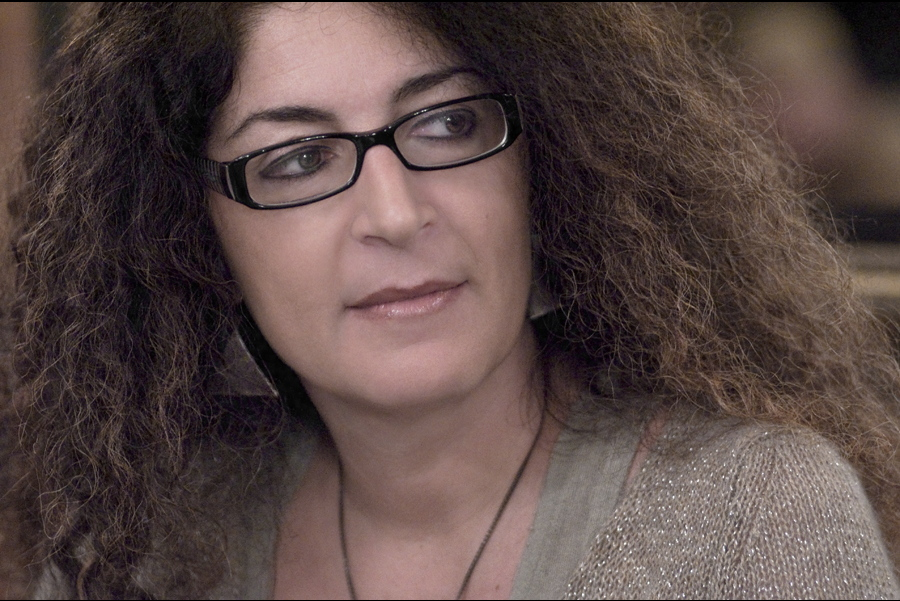
Melania Mazzucco (2012)

Melania Gaia Mazzucco (* 6. Oktober 1966 in Rom) ist eine italienische Schriftstellerin.

## Leben
Nach einem Studium an der Filmhochschule in Rom schreibt sie Romane, Theaterstücke und Drehbücher. Sie wurde unter anderem im Jahr 2000 mit dem Premio Vittorini für den Roman Lei così amata und mit dem Premio Strega 2003 für den Roman Vita (deutsch: Leben) ausgezeichnet; 2020 gewann L’Architettrice den Premio Stresa.
Melania G. Mazzucco veröffentlichte 2008 den Roman Tintorettos Engel (italienisch La lunga attesa dell’angelo), in der die Beziehung des venezianischen Malers Jacopo Tintoretto zu seiner Tochter Marietta im Mittelpunkt steht. Ein Jahr später erschien ihre preisgekrönte Biographie Jacomo Tintoretto & i suoi figli: Storia di una famiglia veneziana, wo sie nach über zehn Jahren Recherche mit einigen bis dahin nicht bekannten Fakten über Tintoretto und seine Familie aufwartet.

## Werke
- Il bacio della Medusa. Baldini & Castoldi, Mailand 1996
  - deutsch: Der Kuß der Medusa. Roman. Piper, München 1999, ISBN 3-492-03921-9
- La camera di Baltus. Baldini & Castoldi, Mailand 1998
  - deutsch: Das Turmzimmer. Roman. Piper, München 2000, ISBN 3-492-04141-8
- Lei così amata. Rizzoli, Mailand 2000 – biografischer Roman über Annemarie Schwarzenbach
  - deutsch: Die so Geliebte. Roman. Piper, München 2003, ISBN 3-492-04301-1
- Vita. Rizzoli, Mailand 2003 – ausgezeichnet mit dem Premio Strega 2003
  - deutsch: Vita. Roman. Knaus, München 2004, ISBN 3-8135-0244-9
- Un giorno perfetto. Rizzoli, Mailand 2005
- Un giorno da cani. Erzählung. Corriere della Sera (Corti di Carta), Mailand 2007
- La Lunga Attesa dell’ Angelo. Rizzoli, Mailand 2008
  - deutsch: Tintorettos Engel. Roman. Knaus, München 2010, ISBN 978-3-8135-0358-6
- Jacomo Tintoretto & i suoi figli: Storia di una famiglia veneziana. Rizzoli, Mailand 2009
- Il Museo del Mondo. Einaudi, Turin 2014
- L’architettrice. Einaudi, Turin 2019[4]
  - deutsch: Die Villa der Architektin. Roman. Folio, Wien/Bozen 2024, ISBN 978-3-85256-901-7